# Musée Grévin
Pour les articles homonymes, voir Grévin.
Le musée Grévin est un musée de cire privé, créé par Arthur Meyer le 5 juin 1882, propriété de Grévin & Cie (une filiale de la Compagnie des Alpes depuis sa privatisation), situé dans le 9e arrondissement de Paris, et dans lequel sont regroupées des reproductions en cire de personnages célèbres.
Font aussi partie de la visite du musée le théâtre Grévin (salle de spectacle) et le Palais des Mirages (attraction utilisant le principe de l'illusion d'optique). La salle de la Coupole et la salle des Colonnes possèdent de très beaux décors de style baroque datant de 1882.

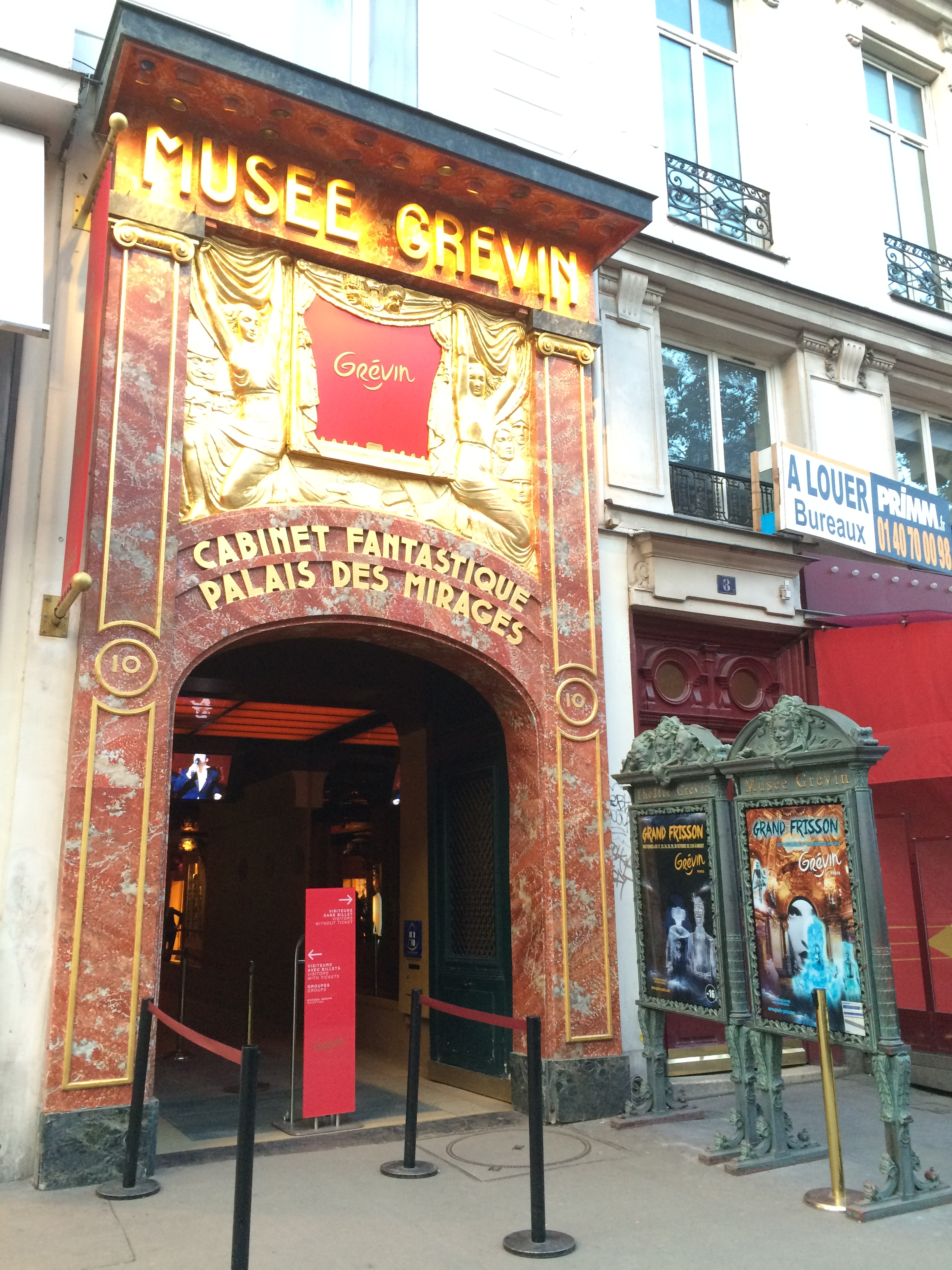
Façade du musée Grévin (œuvre d'Albert Chartier).

Il ne compte pas moins de deux cents personnages de cire, allant d’Albert Einstein au Mahatma Gandhi en passant par Michael Jackson ou Alfred Hitchcock. De nombreuses scènes de l'Histoire de France y sont reconstituées, comme la captivité de Louis XVI au Temple ou Jeanne d'Arc sur le bûcher.
Régulièrement, de nouvelles personnalités font leur entrée au musée Grévin, au détriment d'anciennes figures qui sont retirées.

## Historique

### Origines des masques de cire en France
Jusqu'au XVIIe siècle, il était commun après la mort d'une personnalité royale, d'exposer une représentation de sa figure en cire. À partir de ce siècle, ce travail se développe et devient un art de Cour à part entière. Ainsi, le masque funéraire en cire du roi de France Louis XIV par Antoine Benoist est fameux. Celui-ci met même à la mode le « cabinet de cire », en créant une exposition présentant tout l'entourage direct de la reine Marie-Thérèse.

### Précédents parisiens et influence de Marie Tussaud
Un siècle plus tard, vers 1770, le Bernois Curtius est invité à Paris par le prince de Conti, qui l'autorise à présenter au Palais-Royal l'exposition : « la famille royale au Grand couvert à Versailles ». Il est aidé par une jeune fille qu'il considère comme sa nièce et qui n'est autre que Marie Tussaud. Pendant la Révolution française, cette dernière moule ainsi les visages morts de Marat, Robespierre et du couple royal. Après la mort de son oncle et maître, elle déménage en 1795 à Londres, où elle établit en 1835 le célèbre musée de cire Madame Tussaud.
Au XIXe siècle, plusieurs musées de cire parisiens tenteront en vain de succéder durablement à Curtius et d'égaler le musée de Mme Tussaud. En 1865, le musée Hartkoff s'ouvre dans une salle du passage de l'Opéra. Il s'agissait d'un musée géologique, ethnologique, et anatomique ainsi que de moulages de personnalités réalisés par le professeur Schwartz de Stockholm.
Ouvert moins d'un an plus tard sur le boulevard des Capucines, le Musée français, œuvre du modeleur-anatomiste Jules Talrich, présentait quant à lui plusieurs statues de cire de personnages issus aussi bien de la littérature et de la mythologie que de l'Histoire. Il ferma cependant prématurément ses portes avant la fin de l'année 1867.

### Naissance du musée Grévin

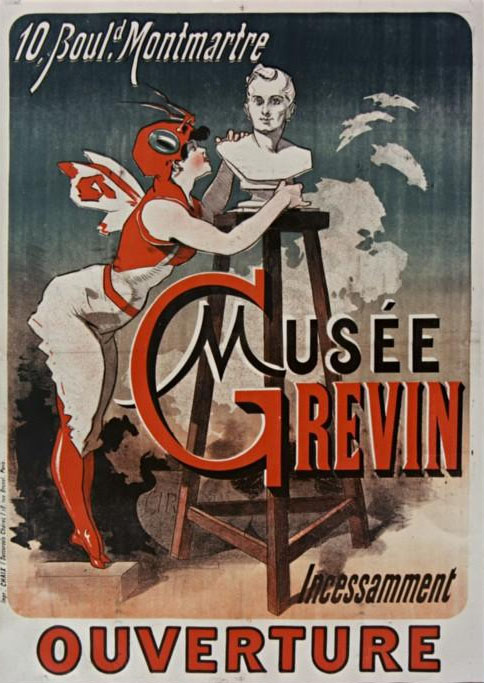
Affiche de l'ouverture (Jules Chéret, 1882).

En 1881, Arthur Meyer, alors directeur du quotidien Le Gaulois, avait envie que ses lecteurs puissent « mettre un visage » sur les personnalités dont il était question dans son journal. À cette époque, la photographie n'était pas encore devenue la norme dans la presse.
Meyer décide alors de renouer avec un principe vieux de plus d'un siècle et se tourne vers le sculpteur, caricaturiste et créateur de costume de théâtre Alfred Grévin - qui avait réalisé des caricatures pour son journal - pour lui demander de créer les sculptures des personnalités qui font l'actualité.
Le 5 juin 1882, le musée Grévin ouvre ses portes et le succès est immédiat. En 1883, c'est au tour de Gabriel Thomas de s'intéresser au projet. Il est un grand financier à l'origine de la Société d'exploitation de la tour Eiffel et du théâtre des Champs-Élysées. C'est lui qui met en place les structures financières qui permettent au musée de se développer jusqu'en 1999, date à laquelle son arrière-petit-fils Bernard Thomas cède le musée Grévin au Groupe Parc Astérix, à la suite d'une OPA amicale. Gabriel Thomas a également beaucoup contribué à développer le cadre et les décors du musée.
En mars 1886, Émile Voisin, marchand et constructeur d'appareils de magie est chargé de préparer les premières séances de prestidigitation dans le futur Cabinet Fantastique. Le 29 décembre 1886 le magicien Carmelli est chargé de diriger le Cabinet Fantastique[réf. souhaitée]. Le 27 avril 1887 le magicien Dicksonn est accepté pour seconder Emile Voisin dans l'élaboration des programmes de prestidigitation. En 1889, la direction traite directement avec Carmelli et en 1892 le cabinet fantastique cède la place aux Pantomimes lumineuses d'Emile Reynaud, ainsi a lieu la première projection en public d'un dessin animé sur grand écran Pauvre Pierrot, le 28 octobre 1892[réf. souhaitée]. Le Cabinet Fantastique présente chaque après-midi aux visiteurs du musée pendant leur visite des numéros de magie. De nombreux magiciens célèbres y ont fait leurs débuts comme Georges Méliès[réf. souhaitée], ou en 1976, le magicien et musicien espagnol Garcimore ou encore Gérard Majax.
Au tournant du XXe siècle, le musée présente des scènes historiques (Passion du Christ, Révolution française, Napoléon Ier et Josephine de Beauharnais), d'actualité (le couronnement du tsar) ou artistiques (Loïe Fuller, pantomimes lumineuses). En 1908, y est installé le Palais des Mirages.
Ils sont 500 000 visiteurs en 1991 et 503 663 à fréquenter le musée en 1996.

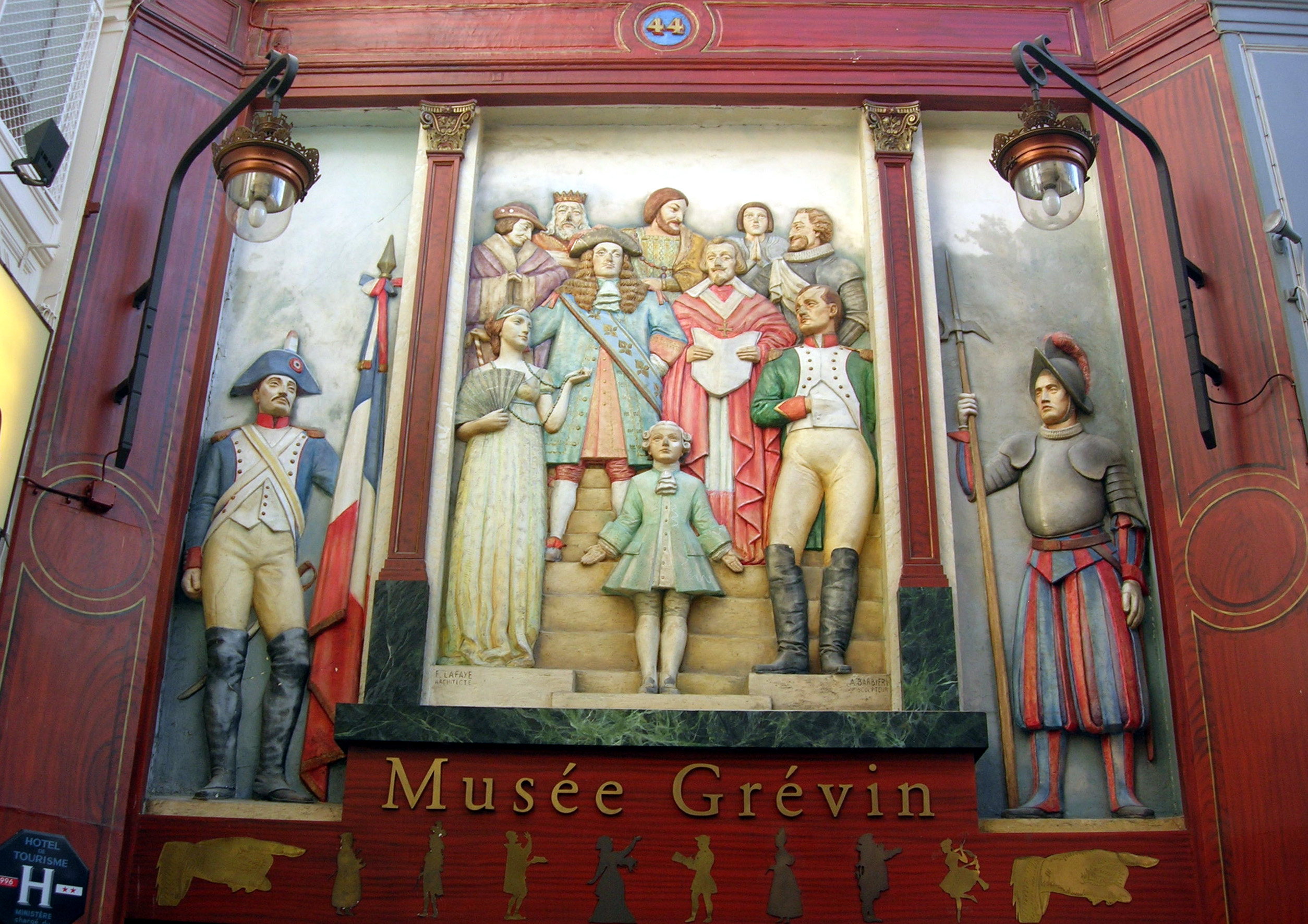
Accès passage Jouffroy : bas-relief d'Alexandre Barbiéri.

En 1984, le théâtre que va diriger 15 ans Véronique Berecz, ouvre ses portes le soir à une programmation quotidienne, one-man-show (Pierre Desproges, Yves Lecoq, Christophe Alévêque, Anne Roumanoff, Marc Jolivet, Laurent Ruquier, Tom Novembre, Chantal Ladesou…), concerts classiques produits par Philippe Maillard (Jordi Savall ou Philippe Jaroussky…), pièces de théâtre s’y succèdent jusqu'à ce que le groupe Astérix, devenu Grévin & Cie, arrête cette activité de programmation théâtrale le 31 décembre 2000.
Le théâtre Grévin est inscrit à l’inventaire supplémentaire des monuments historiques : le rideau de scène est une toile originale du peintre et affichiste Jules Chéret ; le haut-relief Les Nuées qui est au-dessus de scène est l'œuvre du sculpteur Antoine Bourdelle. Il fait partie aujourd’hui du parcours de visite de Grévin et des personnages y sont représentés comme Charles Aznavour ou Cecilia Bartoli. Il peut se louer ponctuellement, sa jauge est de 217 fauteuils. Tout Grévin peut se réserver le soir pour des événements ponctuels pouvant accueillir de 30 à 300 invités.

## Parcours de visite
Le public parcourt dans l'ordre les salles à thèmes suivantes :
- Le grand escalier de marbre
- Le Palais des Mirages
- Tapis rouge
- Théâtre Grévin
- Magic Box
- Café littéraire
- Gastronomie
- l'Élysée
- Histoire
- Imaginaire
- Sportifs
- Musique
- The Voice
- La coupole
- Detroit
- La salle des colonnes
- Boutique

## Succursales

### Musée Grévin flottant
Un musée Grévin flottant, dans une péniche, a sillonné les canaux du Nord de la France, de Belgique et des Pays-Bas de 1950 à 1958.
L'exploitation de la péniche du musée Grévin avait été confiée à une époque à Georges Loyal, celui qui fut le dernier vrai Monsieur Loyal du cirque Medrano. Il y travailla quelques années avec son épouse Paulette Loyal. Après le décès de son mari, Paulette travailla au service du personnel du musée Grévin de Paris jusqu'à son départ à la retraite en 1982.

### Musées Grévin en France
Des années 1970 à 1990, le musée Grévin ouvre des succursales en France : rachat par le musée en 1979 du musée de Lourdes (ouvert en 1974 et vendu en 1987), dans le château royal de Tours en 1984 (fermé en 2005), La Rochelle en 1989 (fermé en 2002), Dijon en 1990 (fermé en 1995), au Mont-Saint-Michel en 1991, Saint-Jean-de-Luz en 1993 (fermé en 2007) et Salon-de-Provence en 1992 (fermé en 2015). En 1999, le groupe Parc Astérix, à la suite d'une OPA amicale, rachète le musée Grévin ; le groupe s'appelle ensuite Grévin & Cie et petit à petit les licences de franchise n'ont pas été renouvelées. Seuls subsistent les musées de Lourdes et du Mont-Saint-Michel.

### Musée Grévin du Forum des Halles
En 1981, le musée Grévin ouvre une annexe au Forum des Halles, comportant 20 tableaux animés et sonorisés, 120 personnages, sur le thème de Paris à la Belle Époque. Des expositions sur les « martyrs de Paris » (scènes de crimes, de maladies et d'exécutions à travers l'Histoire) et le rock sont ensuite présentées. Le musée du Forum des Halles, non rentable, ferme ses portes en 1996.

### Filiales à travers le monde

#### Musée Grévin Montréal
En mai 2010, le PDG de la Compagnie des Alpes, Dominique Marcel, annonce le projet de développement de la marque musée Grévin à l’international. Chaque implantation devrait représenter un investissement de 8 à 10 millions d'euros, mais la liste des villes susceptibles d'être choisies est gardée secrète. Elles se situent « en Europe, en Asie et au Canada ». L'objectif est d'atteindre au moins 800 000 visiteurs par an pour chaque implantation nouvelle. Le projet est confirmé par la Compagnie des Alpes le 24 mai 2011.
Le 15 septembre 2011, est annoncé la création du Grévin Montréal au Canada. Le 17 avril 2013, ce parcours novateur et ses 120 personnages sont inaugurés en présence de Bernard Pivot mais aussi de Robert Charlebois, Véronic DiCaire, Julie Payette. Situé au cinquième niveau du Centre Eaton, Musée Grévin Montréal ouvre ses portes au public le 19 avril 2013.
Le musée Grévin Montréal ferme définitivement le 16 septembre 2021 pour des raisons financières due à la longue fermeture obligée (pandémie de Covid-19) de 50 semaines.

#### Musée Grévin Prague et Musée Grévin Séoul
Le 27 mars 2013, la Compagnie des Alpes annonce l'ouverture d'un deuxième Grévin à l'étranger. Ouvert le 1er mai 2014, il est situé en république tchèque, à Prague,,,.
Le groupe a alors l'intention d'ouvrir un musée de cire par an avant de se raviser. Pour 2015, deux autres sites sont à l'étude, dont Séoul.
La Compagnie des Alpes annonce en décembre 2014 qu'une nouvelle succursale du musée Grévin ouvrirait bien à Séoul au premier semestre 2015. Cette opération s'effectue en coentreprise avec Mast, un des principaux acteurs coréens de l'Industrie du spectacle et du divertissement. Le musée Grévin Séoul est inauguré le 29 juillet 2015 et cédé en février 2018. Déficitaire, le musée Grévin Prague ferme en mars 2018 et rouvre avec de nouveaux propriétaires sous le nom de Chocotopia,.

#### Chaplin's World
Le 16 avril 2016, le groupe ouvre un musée hybride, en Suisse, à la gloire de Charlie Chaplin en mettant en valeur un espace entre scénographie et statues de cire.

## Académie Grévin
En 2001, est créée l'académie Grévin. Présidée par Stéphane Bern, elle est composée, en 2022, de Daniela Lumbroso, Laurent Boyer, Gérard Holtz, William Leymergie, Christine Orban, Jacques Pessis, Henry-Jean Servat, Ève Ruggieri, Nikos Aliagas et Lionel Chouchan. Les membres de cette académie se retrouvent deux fois par an pour élire les personnalités qui peuvent prétendre avoir leur personnage au musée.

## Fabrication des personnages
Plusieurs sculpteurs travaillent en permanence pour le musée. Les visages sont modelés en terre glaise ou plastiline à la suite d'un premier rendez-vous avec la personnalité lors duquel de nombreuses mesures, photos, vidéos et images en 3D sont prises. Les corps sont également modelés en terre, les mains sont moulées sur nature. Plus de 15 artistes travaillent à la création d’un personnage : sculpteur, mouleur, peintres, implanteuse, costumière, prothésiste dentaire, prothésiste oculaire, accessoiristes, peintre décorateur… 34 kg de cire d'abeille et 22 l de peinture sont nécessaires pour un personnage dont le coût minimum de création est de 50 000 €. La tradition veut que la personnalité offre une tenue pour rendre l'illusion encore meilleure.
Léopold Bernstamm, Alexandre Barbiéri, élève du sculpteur Albert Chartier, ont été parmi les premiers sculpteurs attitrés du musée.

## Personnages

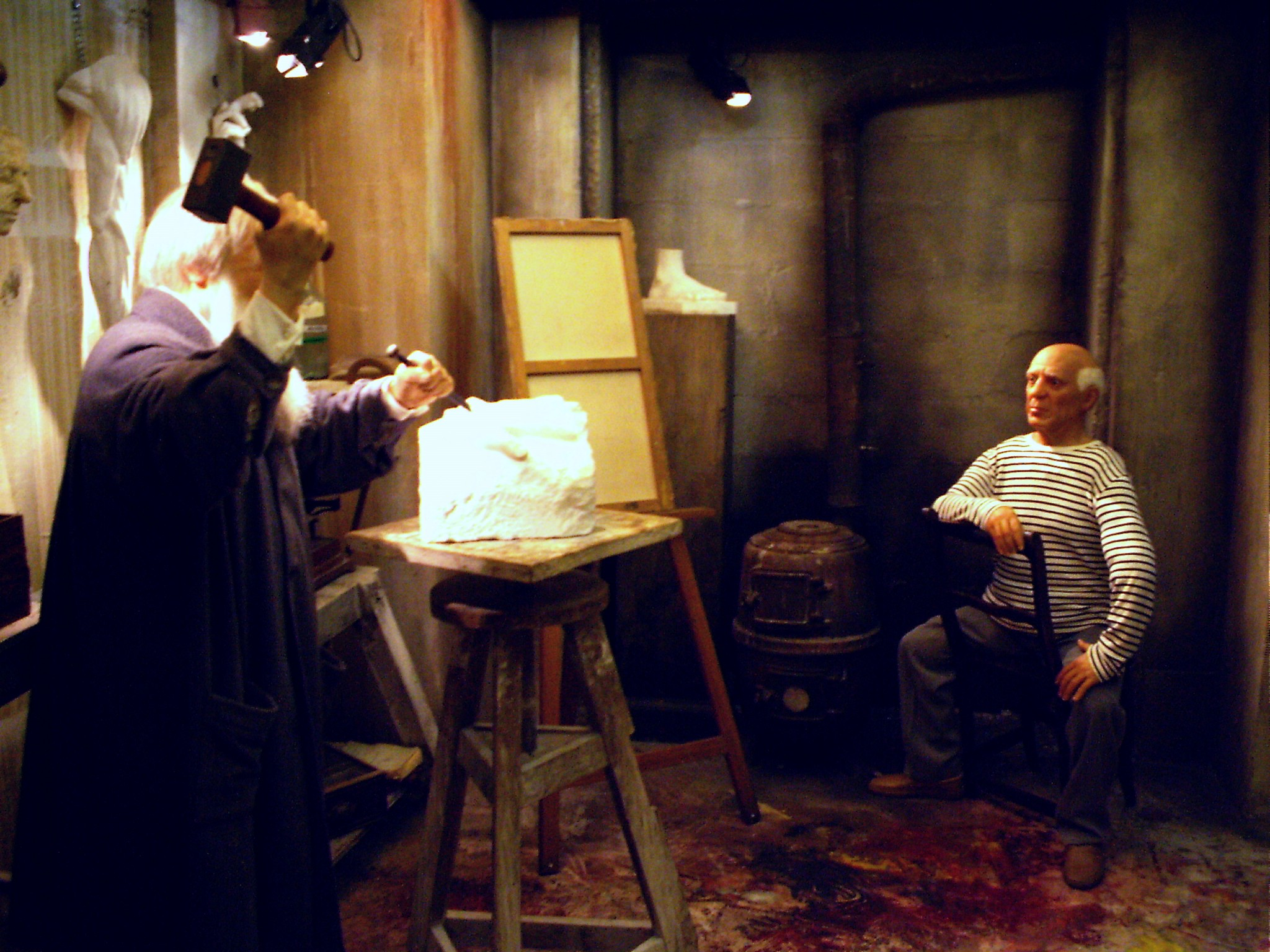
Auguste Rodin et Pablo Picasso.

Depuis 1882, le musée Grévin a fabriqué et exposé plus de 2 000 personnages de cire. Des personnages de cire et des décors sont régulièrement retirés et remplacés en fonction de l'actualité. Les plus anciens sont exposés depuis 1889 (figures de cire des « Tableaux de la Révolution française », en particulier le fameux tableau La Mort de Marat, qui a marqué plusieurs générations de visiteurs) ou, depuis 1900, (personnages créés pour un décor détruit en 2001 qui représentait avec 50 personnages « une soirée à la Malmaison » alors reconstituée minutieusement sous la direction de l'historien de Napoléon, Frédéric Masson). Certaines des figures de cire des tableaux sur le thème de l'histoire de France, intitulés « De Roland à Roncevaux à Napoléon III », commencés en 1939 et terminés en 1960, comme certains rois de France (les autres datent de la rénovation de 2001), puis un parcours sur le cinéma en 1987 comme Boris Karloff, Charlie Chaplin et Alfred Hitchcock subsistent encore. Aujourd'hui le musée compte environ 300 figures de cire. Le parcours historique, comme tout le musée Grévin fut entièrement transformé et restauré en 2001. De nouvelles statues de cire sont régulièrement inaugurées, comme Zlatan Ibrahimović en 2014.

### Personnalités
Les personnalités exposées à l'heure actuelle au musée Grévin sont énumérées ci-dessous, classées selon l'ordre alphabétique du prénom.
(entre parenthèses, date d'entrée)
- Al Pacino (février 2019)
- Alain Ducasse
- Albert Einstein
- Alexandra Lamy (9 mars 2018)
- Alfred Hitchcock
- Amélie Nothomb (4 octobre 2005)
- Andy Warhol (2021)
- Angela Lindvall (5 juillet 2018)
- Angela Merkel (29 avril 2009)
- Angelina Jolie (3 juillet 2014)
- Anne Roumanoff (10 juin 2013)
- Anne-Sophie Pic (8 octobre 2015)
- Antoine Griezmann (7 mars 2023)
- Arielle Dombasle (15 octobre 2010)
- Arturo Brachetti (3 décembre 2013)
- Audrey Fleurot (mars 2023)
- Aurélien Giraud (22 février 2024)
- Aya Nakamura (12 juin 2025)
- Barack Obama (29 juin 2009)
- Benoît Poelvoorde (13 octobre 2007)
- Bernard Pivot (17 octobre 1989)
- Bernard-Henri Lévy (25 février 2003)
- Brad Pitt (27 juillet 2011)
- Brigitte Bardot
- Bruce Willis (2001)
- Camille Claudel
- Camille Lacourt (30 novembre 2015)
- Cara Delevingne (15 décembre 2014)
- Carla Bruni (17 décembre 2018)
- Carole Bouquet (2010)
- Catherine de Médicis
- Catherine Frot (2018)
- Cecilia Bartoli (26 juin 2011)
- Céline Dion (22 mai 2008)
- Chantal Thomass (15 décembre 2014)
- Charlemagne (2001)
- Charles III
- Charles Aznavour (15 mars 2004)
- Charles de Gaulle
- Charlie Chaplin
- Charlotte Corday
- Christian Dior
- Clara Luciani (5 février 2025)
- Clarisse Agbegnenou (4 octobre 2022)
- Claude François (2004)
- Clovis Ier (1960)
- Coco Rocha (12 décembre 2014)
- Cristiano Ronaldo (10 juin 2016)
- Cyril Hanouna (2022)
- Cyril Lignac (30 août 2021)
- Dagobert Ier (2001)
- Dany Laferrière (2022)
- David Bowie (2022)
- Denis Brogniart (octobre 2022)
- Denis Diderot
- DJ Snake (6 mai 2025)
- Édith Piaf (25 juin 2015)
- Élisabeth II
- Elton John
- Elvis Presley (2021)
- Emmanuel Macron (13 mai 2018)
- Éric Antoine (2018)
- Fabrice Luchini (18 décembre 2006)
- Franck Dubosc (20 septembre 2010)
- Le pape François (2 avril 2015)
- François Ier
- François Ravaillac (2001)
- Franz Kafka (2021)
- Geneviève de Fontenay (26 novembre 2004)
- George Clooney (12 juillet 2010)
- Georges Saint-Pierre (2022)
- Gérard Holtz
- Gims (2 octobre 2017)
- Guillaume Apollinaire
- Henri II de France
- Henri IV de France
- Henri Salvador (12 décembre 2002)
- Martial Joseph Armand Herman
- Hugh Laurie (2022)
- Hugues Capet (1960)
- Inès de La Fressange (15 décembre 2014)
- Jackie Chan
- Jacques-René Hébert (2018)
- Jean d'Ormesson (17 octobre 1989)
- Jean de La Fontaine
- Jean Gabin (16 juin 2000)
- Jean Racine
- Jean Reno (19 juin 2001)
- Jean-Baptiste Lully
- Jean-Paul II (1983)
- Jean-Paul Belmondo (2021)
- Jean-Paul Gaultier (19 juin 2001)
- Jean-Paul Marat
- Jean-Paul Sartre (2000)
- Jeanne d'Arc (1960)
- Jeff Panacloc (2017)
- Jenifer (11 décembre 2007)
- Jimi Hendrix
- Joe Biden (2020)
- John Lennon (2021)
- Johnny Hallyday (1994)
- Jules Verne (2019)
- Julien Clerc (14 décembre 2009)
- Justin Trudeau (2022)
- Kad Merad (21 mars 2016)
- Katy Perry (2 juin 2017)
- Kendji Girac (8 mars 2017)
- Kev Adams (5 octobre 2016)
- Kylian Mbappé (17 mai 2018)
- Laetitia Casta (1er avril 2014)
- Lambert Wilson (10 mai 2012)
- Lang Lang (5 mai 2017)
- Laurent Gerra (12 décembre 2015)
- Léa Salamé (14 février 2019)
- Léna Situations (3 décembre 2024)
- Léonard de Vinci
- Leonardo DiCaprio (15 septembre 2016)
- Line Renaud (13 octobre 2014)
- Lionel Messi (10 juin 2016)
- Louis Armstrong (2001)
- Louis de Funès (2006)
- Louis II de Bourbon-Condé, dit Le Grand Condé
- Louis XIII
- Louis XIV
- Louis XVI
- Louise de La Vallière
- Luciano Pavarotti
- Luc Plamondon
- Madonna (24 juillet 2009)
- Marc Lavoine (2 février 2016)
- Marcel Proust
- Maria Callas (2001)
- Marie-Antoinette
- Marilyn Monroe (15 août 2016)
- Martin Fourcade (2019)
- Matt Pokora (8 octobre 2013)
- Matthieu Chedid (« -M- ») (11 septembre 2023)
- Mehmet Rıza Beğ, ambassadeur du Chah de Perse Hossein Ier
- Meryl Streep (2019)
- Michael Jackson
- Michel Drucker
- Mick Jagger (2017)
- Mika (6 décembre 2010)
- Miloš Forman (2019)
- Mimie Mathy (16 décembre 2003)
- Muriel Robin (26 octobre 2021)
- Mohammed VI (2019)
- Mohandas Karamchand Gandhi (2001)
- Molière
- Monica Bellucci (25 avril 2005)
- Naomi Campbell (19 juin 2001)
- Napoléon Ier
- Nelson Mandela (2019)
- Nicolas Cage (29 janvier 2012)
- Nicolas Sarkozy (12 juillet 2006)
- Nikos Aliagas (7 décembre 2016)
- Nolwenn Leroy (8 octobre 2012)
- Nostradamus
- Omar Sy (17 décembre 2012)
- Pablo Picasso
- Paul Bocuse (2 décembre 1991)
- Patrick Sébastien (30 janvier 2014)
- Pelé
- Penélope Cruz (26 juillet 2012)
- Pierre Hermé (8 octobre 2015)
- Pierre Richard (22 novembre 2018)
- Phil Collins (2001)
- Philippe Jaroussky
- Philippe d'Orléans dit « Monsieur », frère de Louis XIV
- Philippe Starck (15 juin 2010)
- Ranveer Singh (6 juin 2017)
- Ray Charles (19 juin 2001)
- Renaud Capuçon (2020)
- Renaud Lavillenie (24 mai 2016)
- René Angélil (22 mai 2008)
- Robert De Niro (2022)
- Roberto Alagna (9 décembre 2008)
- Roberto Benigni (2001)
- Ryan Gosling (janvier 2017)
- Saint Louis
- Salvador Dalí
- Scarlett Johansson (15 septembre 2016)
- Sébastien Chabal (17 février 2011)
- Serge Gainsbourg (1981)
- Shahrukh Khan (28 avril 2008)
- Simone Veil (9 juillet 2009)[29]
- Soprano (19 septembre 2019)
- Squeezie et son chien Natsu (décembre 2022)
- Stéphane Bern (10 mars 2008)
- Stromae (13 octobre 2014)
- Teddy Riner (11 février 2013)
- Théo Curin (7 mars 2024)
- Thomas Pesquet (2019)
- Tony Parker (7 octobre 2006)
- Vercingétorix
- Vianney (27 mai 2025)
- Victor Hugo
- Vincent van Gogh
- Voltaire
- Wolfgang Amadeus Mozart
- Xi Jinping
- Zinédine Zidane (2022, après une première statue en 1999[30])
- Zlatan Ibrahimović (9 février 2015)
- Zombie Boy (2022)

### Personnages fictifs
- Connor (Detroit: Become Human)
- Gaston Lagaffe
- Gavroche
- Idéfix
- Kara (Detroit: Become Human)
- Père Fouras
- Le Petit Prince (14 décembre 2011)
- Les Lapins crétins (2019)
- Le Maître du Temps (Fort Boyard)
- Le Marsupilami
- Ladybug et Chat Noir (4 avril 2018)
- Monstre de Frankenstein
- Oggy et les Cafards
- Scrat (20 juin 2012)
- Sophie la girafe (22 septembre 2021)
- Le Petit Nicolas (26 septembre 2022)

### Statues supprimées
(entre parenthèses, date d'entrée)
L'actualité et les changements de notoriété des diverses personnalités conduisent le musée à régulièrement renouveler ses statues. Celles qui ont été retirées (environ un millier) sont stockées dans un entrepôt de la région parisienne, les corps disposés pêle-mêle mais les têtes étant soigneusement conservées dans des cartons,.
À noter que la statue de cire du dirigeant communiste Georges Marchais avait été volée et jetée au zoo de Vincennes alors que celle du président de la République Valéry Giscard d'Estaing avait été enlevée par des motards en colère, de même que celle du président Emmanuel Macron par des militants de Greenpeace en 2025. Celle d'Édouard Herriot avait été fondue dans l'urgence pour façonner la tête du président du Conseil qui lui succéda. De plus, certaines statues supprimées restent visibles au public mais déclassées, telles que Michel Courtemanche, reconnaissable à la sortie du musée, ainsi que plusieurs bustes exposés dans les vitrines de l'atelier ; d'autres sont exposées dans le café Grévin.
Le 18 mai 2024, le vidéaste Squeezie publie une vidéo sur YouTube en compagnie d'Éric Judor et Ramzy Bedia dans laquelle sont dévoilées les statues des deux comédiens et humoristes. Faites en partenariat avec le musée Grévin, les statues ont été volontairement créées de manière à ce qu'elles ne soient pas ressemblantes. Elles ont été exposées au cours de l'été 2024.
Personnages réels :
- 2Be3 (28 mars 1998)
- Aimé Jacquet (19 juin 2001)
- Alain Decaux[38]
- Ambroise Paré
- Amélie Mauresmo
- Anémone (1994)[39]
- Anne d'Autriche
- Arnold Schwarzenegger (19 juin 2001)
- Auguste Lumière
- Auguste Renoir
- Auguste Rodin (buste)
- Bernard Kouchner
- Berthe Morisot
- Bertrand Delanoë (5 janvier 2002)
- Bill Clinton
- Bourvil
- Calvin Coolidge
- Charles Bronson
- Charles Le Brun
- Charles-Maurice de Talleyrand
- Christian Clavier (1996)[39]
- Choiseul
- Christine Ockrent[38]
- Clark Gable
- Clara Luciani (4 février 2025)
- Clint Eastwood (1986)
- Coluche
- David Douillet
- Diam's (25 juin 2007)
- Donald Trump (19 janvier 2017 - 19 janvier 2021[32])
- Dorothée (mars 1985)[38]
- Dwight D. Eisenhower
- Edgar Degas
- Édouard Herriot
- Élisa Bonaparte
- Elvis Presley
- Emma Stone (2017)
- Ernest Hemingway
- Fabien Barthez
- Fanny Ardant
- Faudel
- Fernandel
- François, duc de Guise
- François Hollande
- François Mitterrand
- Franklin D. Roosevelt
- George H. W. Bush
- George W. Bush
- Georges Marchais
- Gérard Depardieu, sa statue est retirée en 2023, à la suite de l'affaire Gérard Depardieu concernant l'acteur, accusé d'agressions sexuelles[40].
- Gérard Jugnot (2005)[39]
- Guy Montagné
- Harrison Ford
- Harry S. Truman
- Hélène Ségara
- Henri Beaufort, cardinal de Winchester
- Henri VIII
- Henriette d'Angleterre
- Jack Lang
- Jacques Chirac[41].
- James A. Garfield
- Jean-Jacques Rousseau
- Jean Le Rond d'Alembert
- Jean-Pierre Elkabbach
- Jimmy Carter
- John F. Kennedy
- Josiane Balasko (1994)[39].
- Juan Carlos Ier
- Julio Iglesias[38]
- Lady Gaga (2 juillet 2013)
- Lara Fabian
- Laurent Fabius[38]
- Lionel Jospin
- Lorie Pester (9 octobre 2003)
- Louis Blériot
- Louis Pasteur
- Louis XI (1960)
- Louis XV
- Madame Campan
- Madame Louise d'Épinay
- Luc Besson (2017)
- Lyndon B. Johnson
- La marquise de Pompadour
- Marcel Desailly
- Marie-Claude Pietragalla
- Marie-Christine Barrault[38]
- Marguerite Yourcenar[42]
- Mathilda May
- Mao Zedong
- Mère Teresa
- Michael Schumacher
- Michaël Youn (16 avril 2007)
- Michel Courtemanche
- Michel Sardou
- Michel Serrault
- Mohammed VI
- Le mime Marceau
- Mireille Mathieu
- Mstislav Rostropovitch
- Nicolas Le Riche
- Nikita Khrouchtchev
- Olivier Le Daim
- Oliver Hardy
- Orson Welles
- Patrick Bruel
- Philippe Candeloro
- Philippe Bouvard[43],[38]
- Philippe Le Bel
- Pierre Palmade (octobre 2021-février 2023)[44]
- Rachida Dati (13 octobre 2009)
- Raimu
- Romy Schneider
- Ronald Reagan[38]
- Sébastien Loeb (13 octobre 2011)
- Stan Laurel
- Thierry Henry
- Thierry Lhermitte (1994)[39]
- Tony Blair
- Valéry Giscard d'Estaing[41]
- Les Vamps
- Vladimir Poutine (2001-2022)[45].
- Warren G. Harding
- Woodrow Wilson
- Woody Allen
- Yves Montand[38]

Personnages fictifs :
- Capitaine Haddock (21 décembre 1961)
- Dupond et Dupont (21 décembre 1961)
- Esmeralda
- Étienne Lantier, Catherine Maheu et Antoine Chaval à la mine d'Anzin (personnages de Germinal) (1886)
- L'Homme invisible
- La Liberté guidant le peuple
- La Mort noire (un cavalier squelette figurant la peste noire)
- Lara Croft
- Le Radeau de La Méduse
- Lucky Luke
- Obélix
- Professeur Tournesol (21 décembre 1961)
- Quasimodo
- Spider-Man
- Tintin (21 décembre 1961)
- Titeuf
- Tristan et Iseut

## Filmographie
- Patrice Leconte, Une nuit au Grévin, diffusé sur France 5, le 20 décembre 2015.
- Dans le film Chocolat, ce dernier inaugure au début du XXe siècle une statue de lui et Foottit dans le musée.
- Jérôme Prieur, L'Autre vie, court-métrage, 2014